# Lista över omkomna civila palestinier under den andra intifadan
Följande är en ofullständig lista över omkomna civila palestinier under den andra intifadan.
Av de 4281 palestinier som dödades av den Israeliska ockupationsmakten och civila israeler sedan den andra intifadans startade var 2038 civila enligt människorättsorganisationen B'Tselem - det Israeliska informationscentret för mänskliga rättigheter på ockuperad mark..
| Namn | Datum                      | Plats                                                    | Ansvarig                                            | Antal döda       | Offer | Referenser           |
| --- | -------------------------- | -------------------------------------------------------- | --------------------------------------------------- | ---------------- | --- | -------------------- |
| Tonåringar skjutna under demonstration | 30 september 2000          | Ramallah-distriktet                                      | Israeliska ockupationsstyrkor                       | 2                | Khaled 'Adli al-Bazian, Iyad Ahmad al-Khashishi | [ 2 ]                |
| Barn dödat i korseld (läs mer om Mohammed Al-Durrah | 30 september 2000          | Netzarim förbindelsen, Deir al-Balah-distriktet          | Israeliska ockupationsstyrkor                       | 1                | Mohammed Al-Durrah | [ 2 ]                |
| Tonåring skjuten till döds | 30 september 2000          | Nära Ayosh-förbindelsen, Ramallah och al-Bira-distriktet | Israeliska ockupationsstyrkor                       | 1                | Nizar Mahmoud 'Abd ak-'Ayeda | [ 2 ]                |
| Barn och tonåring dödad i helikopterattack | 1 oktober 2000             | Nablus                                                   | Israeliska flygvapnet                               | 2                | Samer Samir Sudqi Tabanjeh, Husam Na'im Hassan Bakhit | [ 2 ]                |
| Tonåring skjuten till döds | 1 oktober 2000             | Ayosh-förbindelsen, Ramallah och al-Bira -distriktet     | Israeliska ockupationsstyrkor                       | 1                | Muhammad Nabil Da'ud Hamed al-'Abasi | [ 2 ]                |
| Tonåring skjuten till döds | 1 oktober 2000             | Netzarim-förbindelsen, Deir al-Balah                     | Israeliska ockupationsstyrkor                       | 1                | Sami Fathi Muhammad a-Taramsi | [ 2 ]                |
| Oktober-sammandrabbningen 2000 | 1 oktober – 9 oktober 2000 | Norra Israel                                             | Israelisk polis                                     | 13               | Muhammad Ahmad 'Eiq Al-Jabarin, Ibrahim Sayyam Al-Jabarin, Rami Khatem Gharra, Asil Asala, Alaa Nassar, Misleh Hussein Abu Jarad, Walid Abdul-Menem Abu Saleh, Emad Farraj Ghanaym, Iyad Lawabni, Ramez Bushnak, Mohammed Khameisi, Wissam Yazbak, Omar Mohammad Akkawi [Tolv av offren var araber med israeliskt medborgarskap, emedan en var palestinier från Gazaremsan] | [ 3 ]                |
| Tonåring skjuten till döds | 2 oktober 2000             | Nablus                                                   | Israeliska ockupationsstyrkor                       | 1                | Teysir Qatawi | [ 2 ]                |
| Tonåring skjuten till döds | 2 oktober 2000             | Tulkarem                                                 | Israeliska ockupationsstyrkor                       | 1                | Husam 'Ali Mahmoud al-Hamshari | [ 2 ]                |
| Barn skjutet till döds | 4 oktober 2000             | Netzarim-förbindelsen, Deir al-Balah-distriktet          | Israeliska ockupationsstyrkor                       | 1                | Muhammad Yusef Zaid Abu 'Aasi | [ 2 ]                |
| Tonåring skjuten till döds | 6 oktober 2000             | Östra Jerusalem                                          | Israeliska ockupationsstyrkor                       | 1                | Majdi Samir Mussa Masalmani | [ 2 ]                |
| Tonåring skjuten till döds | 7 oktober 2000             | Gaza City                                                | Israeliska ockupationsstyrkor                       | 1                | Yusef Thiab Halef | [ 2 ]                |
| Ung man dödad under bosättarupplopp | 7 oktober 2000             | Bidya, Salfit-distriktet                                 | Israeliska bosättare                                | 1                | Fahed Mustafa 'Odeh Bakker | [ 4 ]                |
| Barn skjutet till döds under demonstration | 10 oktober 2000            | Rafah                                                    | Israeliska ockupationsstyrkor                       | 1                | Sami Fathi Abu Jizer | [ 2 ]                |
| Tonåring skjuten till döds | 11 oktober 2000            | Tulkarem                                                 | Israeliska ockupationsstyrkor                       | 1                | Sami Hussein Samil Silmi Salameh | [ 2 ]                |
| 22-årig student skjuten till döds | 13 oktober 2000            | Al-Fawar camp, Hebron                                    | Israeliska ockupationsstyrkor                       | 1                | Shadi al-Wawi | [ 5 ]                |
| Tonåring skjuten till döds på sin väg till skolan | 16 oktober 2000            | Betlehem                                                 | Israeliska ockupationsstyrkor                       | 1                | Mueid Osama 'Ali Jawarish | [ 2 ]                |
| Tonåring skjuten till döds under demonstration | 16 oktober 2000            | Nablus                                                   | Israeliska ockupationsstyrkor                       | 1                | Ashraf Ahmad 'Abd al-Majid Habayeb | [ 2 ]                |
| Man skjuten till döds under olivplockning | 17 oktober 2000            | Beit Furik, Nablus-distriktet                            | Israeliska bosättare                                | 1                | Farid Mussa 'Issa Nesasreh | [ 4 ]                |
| Tonåring skjuten till döds under demonstration | 20 oktober 2000            | Ayosh förbindelsen, Ramallah- och al-Bira-distriktet     | Israeliska ockupationsstyrkor                       | 1                | Thaar 'Ali Dahud 'Omer Mu'ala | [ 2 ]                |
| Tonåring skjuten till döds under demonstration | 20 oktober 2000            | Qalqilya                                                 | Israeliska ockupationsstyrkor                       | 1                | Samer Talal al-'Awessi | [ 2 ]                |
| Barn skjuten till döds under demonstration | 20 oktober 2000            | Salfit                                                   | Israeliska ockupationsstyrkor                       | 1                | 'Alaa Bassem 'Abdallah Bani Namra | [ 2 ]                |
| Tonåring skjuten till döds | 20 oktober 2000            | Tulkarem                                                 | Israeliska ockupationsstyrkor                       | 1                | Muhammad 'Adel Hassan Abu Tahun | [ 2 ]                |
| Tonåring skjuten till döds under olivplockning | 20 oktober 2000            | Kafr Qalil, Nablus -distriktet                           | Israeliska ockupationsstyrkor                       | 1                | Sa'ed 'Adnan 'Abdallah a-Tanbour | [ 2 ]                |
| Tonåring skjuten till döds under demonstration | 21 oktober 2000            | Kfar Darom, Deir al-Balah-distriktet                     | Israeliska ockupationsstyrkor                       | 1                | 'Omar Isma'il 'Omar al-Buheisi | [ 2 ]                |
| Tonåring skjuten till döds under demonstration | 21 oktober 2000            | al-Bireh                                                 | Israeliska ockupationsstyrkor                       | 1                | Majed Ibrahim Hassan Hawamdeh | [ 2 ]                |
| Tonåring skjuten till döds under demonstration | 22 oktober 2000            | Kfar Darom, Deir al-Balah-distriktet                     | Israeliska ockupationsstyrkor                       | 1                | Salah Fawzi a-Nijam | [ 2 ]                |
| Barn skjutet till döds under demonstration | 22 oktober 2000            | Norra Gaza-distriktet                                    | Israeliska ockupationsstyrkor                       | 1                | Wa'el Mahmoud 'Imad a-Nashit | [ 2 ]                |
| Civil man skjuten till döds i sitt hem | 23 oktober 2000            | Hebron                                                   | Israeliska ockupationsstyrkor                       | 1                | Abdul Aziz Abu Snainah | [ 5 ]                |
| Tonåring skjuten till döds | 24 oktober 2000            | Khan Yunis                                               | Israeliska ockupationsstyrkor                       | 1                | Iyad Osama Sha'th | [ 2 ]                |
| Tonåring skjuten till döds under sammanstötning | 24 oktober 2000            | Khan Yunis                                               | Israeliska ockupationsstyrkor                       | 1                | Nidal Muhammad Zuhdi a-Dabeiqi | [ 2 ]                |
| Man dödad på arbetet | 11 november 2000           | Shalala Street, Hebron                                   | Israeliska ockupationsstyrkor                       | 1                | Munib Abu Munshar | [ 5 ]                |
| Man dödad stenkastande bosättare | 14 november 2000           | Kfar Malik, Ramallah och al-Bira-distriktet              | Israeliska bosättare                                | 1                | Mustafa Mahmoud Mussa 'Alian | [ 4 ]                |
| Man skjuten till döds nära en checkpoint | 16 november 2000           | Beit Umar                                                | Israeliska ockupationsstyrkor                       | 1                | Yusuf Abu Awad | [ 5 ]                |
| Barn skjutet till döds | 31 december 2000           | Haret es-Sheikh, Hebron                                  | Israeliska ockupationsstyrkor                       | 1                | Muath Abu Hadwan | [ 5 ]                |
| Kvinna skjuten till döds i sitt hem | 5 januari 2001             | Hebron                                                   | Israeliska ockupationsstyrkor                       | 1                | Arij al-Jabali | [ 5 ]                |
| Arbetare i ett farmkollektiv dödade i korseld | 17 februari 2001           | Abu Snainah, Hebron                                      | Israeliska ockupationsstyrkor                       | 2                | Shaker al-Manasra, Ahmad Farajallah | [ 5 ]                |
| Förare dödad i korseld | 17 februari 2001           | Abu Snanah, Hebron                                       | Israeliska ockupationsstyrkor                       | 1                | Issam al-Tawil | [ 5 ]                |
| Spädbarn dödat | 1 maj 2001                 | Khan Yunis                                               | Israeliska ockupationsstyrkor                       | 1                | Imam Mustafa Haggo | [ 6 ]                |
| Man skjuten till döds då han kör sin familj | 13 juni 2001               | Utanför Hizma, al-Quds-distriktet                        | Israeliska ockupationsstyrkor                       | 1                | 'Awani 'Ali Hadad | [ 4 ]                |
| Eld från israelisk stridsvagn dödar elvaårig pojke, och skadar hans två vänner, tio och tolv år när de spelar fotboll. Israelisk militär startade ingen utredning. | 7 juli 2001                | Rafah                                                    | Israeliska ockupationsstyrkor                       | 1                | Khalil al-Mughrabi | [ 7 ]                |
| Män dödade i drive-by attack | 19 juli 2001               | South of Hebron                                          | Israeliska bosättare                                | 3                | Mohammed Salameh Etnizi, Mohammed Hilmy Etnizi, Wael Etnizi | [ 8 ]                |
| Man dödad i drive-by attack | 29 augusti 2001            | Nordöstra Jerusalem                                      | Israeliska bosättare                                | 1                | Haidar Gedu Kanaan Khatib | [ 9 ]                |
| Man skjuten till döds på banken | 2 december 2001            | Östra Jerusalem                                          | Bankvakt                                            | 1                | Ibrahim Nabulsi | [ 4 ]                |
| Arbetare dödade i ett backhåll i deras truck | 1 april 2002               | Utanför Kocha Hashahar, Ramallah och al-Bira-distriktet  | Israeliska bosättare                                | 2                | 'Issa Mahmoud Salim, 'Ata 'Abd al-Hai | [ 4 ]                |
| Tonåring skjuten till döds, även den sjuksköterska som skyndade till hans hjälp                                                                                    | 3 april 2002               | Abu Rumaila home, Jenin                                  | Israeliska ockupationsstyrkor                       | 2                | Hani Abu Rumaila, Farwa Jammal | [ 10 ]               |
| Tonåring skjuten till döds när han återbördar en stridandes kropp                                                                                                  | 3 april 2002               | Jenin                                                    | Israeliska ockupationsstyrkor                       | 1 (+1 militant)  | Imad Musharaka (+Ziad Amr Zubeidi) | [ 10 ]               |
| Tonåring skjuten till döds när han eskorterar en sörjande moder till sjukhuset                                                                                     | 3 april 2002               | Jenin                                                    | Israeliska ockupationsstyrkor                       | 1                | Muhammad Hawashin | [ 10 ]               |
| Äldre man skjuten till döds i sin grannes hem | 3 april 2002               | Jenin                                                    | Israeliska ockupationsstyrkor                       | 1                | Ahmad Hamduni | [ 10 ]               |
| Fader skjuten till döds i sitt hem | 5 april 2002               | Abu Rumaila home, Jenin                                  | Israeliska ockupationsstyrkor                       | 1                | Atiya Abu Rumaila | [ 10 ]               |
| Man skjuten till döds i sitt hem | 5 april 2002               | Jenin                                                    | Israeliska ockupationsstyrkor                       | 1                | Abd al-Nasr Gharaib | [ 10 ]               |
| Kvinna dödad när bomb exploderar i hennes hem | 5 april 2002               | Jenin                                                    | Israeliska ockupationsstyrkor                       | 1                | 'Afaf Disuqi | [ 10 ]               |
| Män skjutna till döds då de förhörs utanför sina hem | 6 april 2002               | Jenin                                                    | Israeliska ockupationsstyrkor                       | 2                | Abd al-Karim Sa`adi, Wadah Shalabi | [ 10 ]               |
| Tonåring skjuten till döds när han flyr från stridsvagnseld mot sitt hem som hans mor dödas av                                                                     | 6 april 2002               | Jenin                                                    | Israeliska ockupationsstyrkor                       | 2                | Munir Wishahi, Mariam Wishahi | [ 10 ]               |
| Äldre kvinna dödad i missilattack | 6 april 2002               | Jenin                                                    | Israeliska ockupationsstyrkor                       | 1                | Yusra Abu Khurj | [ 10 ]               |
| Ung man skjuten till döds när han flyr sitt hem som ockuperas av soldater                                                                                          | 6 april 2002               | Jenin                                                    | Israeliska ockupationsstyrkor                       | 1                | Nizar Mutahin | [ 10 ]               |
| Förlamad man dödad i husdemolering | 6 april 2002               | Jenin                                                    | Israeliska ockupationsstyrkor                       | 1                | Jamal Fayid | [ 10 ]               |
| Diabetisk man skjuten till döds då han försökt få medicin från sjukhuset                                                                                           | 6 april 2002               | Jenin                                                    | Israeliska ockupationsstyrkor                       | 1                | Jamal al-Sabbagh | [ 10 ]               |
| Fader skjuten till döds när han hämtar vatten utanför sitt hem | 7 april 2002               | Jenin                                                    | Israeliska ockupationsstyrkor                       | 1                | Ali Muqasqas | [ 10 ]               |
| Man skjuten till döds i sitt hem | 9 april 2002               | Jenin                                                    | Israeliska ockupationsstyrkor                       | 1                | Muhammad Abu Saba'a | [ 10 ]               |
| Unga män dödade i helikopterattack | 10 april 2002              | Jenin                                                    | Israeliska flygvapnet                               | 2                | Nayif 'Abd al-Jabr och 'Amid Fayid | [ 10 ]               |
| Rullstolsburen man dödad | 10 april 2002              | Jenin                                                    | Israeliska ockupationsstyrkor                       | 1                | Kamal Zghair | [ 10 ]               |
| Tonåring skjuten till döds i en grupp av civila | 11 april 2002              | Jenin                                                    | Israeliska ockupationsstyrkor                       | 1                | Faris Zaiban | [ 10 ]               |
| Familj dödad i husdemolering | 20 april 2002              | Nablus                                                   | Israeliska ockupationsstyrkor                       | 5                | Samir Sha'by, Mrs. Sha'by, 'Abdullah Samir Sha'by, 'Uzzam Samir Sha'by, Anis Samir Sha'by | [ 11 ]               |
| Man skjuten till döds under bosättarupplopp | 21 juni 2002               | Huwara, Nablus -distriktet                               | Israeliska bosättare                                | 1                | Adnan 'Odeh (se även:Fares Odeh) | [ 4 ]                |
| Civila dödade i mordattentatet på Salah Shahade | 22 juli 2002               | Gaza City                                                | Israeliska ockupationsstyrkor                       | 14 (+1 militant) | (ålder inom parentes) Subhi Mahmoud al-Huti (5), Dunia Rami Matar (5), Muhammad Ra'id Matar (4), Aiman Ra'id Matar (2), Yusef Subhi 'Ali a-Shawa (42), Zaher Saleh Nassar (37), Laila Khamis Shahadeh (41), Alaa Muhammad Matar (11), Iman Salah Shahadeh (14), Muna Fahmi al-Huti (22), Iman Hassan Matar (27), Dina Ra'id Matar (<1), Muhammad Mahmoud al-Huti (3) | [ 12 ] [ 13 ] [ 14 ] |
| Tonåring skjuten till döds i bosättareattack mot palestinskt grannskap                                                                                             | 29 juli 2002               | Hebron                                                   | Israeliska bosättare                                | 1                | Nivin Jamjoum | [ 15 ]               |
| Ung man skjuten till döds under olivplockning | 6 oktober 2002             | 'Aqraba, Nablus-distriktet                               | Israeliska bosättare                                | 1                | Hani Bani Maniya | [ 4 ]                |
| Äldre kvinna skjuten till döds tröskeln till sitt hem | 11 oktober 2002            | Nablus                                                   | Israeliska ockupationsstyrkor                       | 1                | Shaden Abu Hijleh | [ 16 ]               |
| Man skjuten till döds på fält | 25 januari 2003            | Utanför Budrus, Ramallah och al-Bira-distriktet          | Oklart                                              | 1                | Ahmad 'Abd a-Rahman Subah | [ 4 ]                |
| Äldre kvinna dödad i husdemolering | 3 februari 2003            | al-Maghazi flyktingläger, Deir al-Balah-distriktet       | Israeliska ockupationsstyrkor                       | 1                | Camilla Abu Sa'id | [ 17 ] [ 18 ]        |
| Sjuksköterskor dödade av elgivning från helikopter mot medicinsk klinik                                                                                            | 5 februari 2003            | Al-Wafa Hospital, Gaza City                              | Israeliska ockupationsstyrkor                       | 2                | 'Omar Sa'ad a-Din 'Ali Hassan, 'Abd al-Karim Hamed Anur Lubad | [ 17 ] [ 19 ]        |
| Civila dödade i invasionen av flyktinglägret Jabalia | 3 mars 2003                | flyktinglägret Jabalia, Gaza                             | Israeliska ockupationsstyrkor                       | 6                | Naji Isma'il Abu Jalila (24), Muhammad Hassan Mahmoud a-Zinati (36), Muhammad Shahadeh al-Biari (61), Tareq Maher Ahmad a-Najar(13), Muhsen 'Awad Abu 'Odeh (30), al-Mansi 'Abd Rabo Saleh al-Mabhut (84) | [ 17 ] [ 19 ]        |
| Civila dödade i mordattentatet mot Yasser Muhammed Salah Taha | 12 juni 2003               | Gaza City                                                | Israeliska ockupationsstyrkor                       | 4 (+1 militant)  | Islam Sa'id Isma'il 'Abd Allah - Taha (20), Efnan Yasser Muhammad Taha (<1), Saad Zuheir Muhammad Ghabain (30), Ahmad Muhammad 'Abdal-Fatah Samur (23) | [ 17 ]               |
| Man dödad i korseld | 1 december 2003            | Utanför Hebron                                           | Israeliska säkerhetsvakter                          | 1                | Hazam 'Adnan Fanun | [ 4 ]                |
| Gravid kvinna dödad | 3 mars 2004                | Bureij flyktingläger                                     | Israeliska ockupationsstyrkor                       | 1                | | [ 20 ]               |
| Äldre herde dödad | 4 mars 2003                | Södra Gaza City                                          | Israeliska ockupationsstyrkor                       | 1                | Abdullah al-Ashab | [ 20 ]               |
| Journalist skjuten till döds | 19 april 2003              | Nablus                                                   | Israeliska ockupationsstyrkor                       | 1                | Nazeh Darwazeh | [ 21 ]               |
| Man skjuten till döds nära bosättning | 4 april 2003               | Peza'el, Jericho                                         | Bosättningsvakt                                     | 1                | Rayiq Ma'sud Dagharmeh | [ 4 ]                |
| Man skjuten till döds då han kör bil | september 2004             | Road 557 i the West Bank                                 | Yehoshua Elitzur, israeliska bosättare              | 1                | Sael Jabara al-Shatiya | [ 22 ]               |
| Man skjuten till döds då han kör sin taxi | 27 september 2004          | Salem, Nablus -istriktet                                 | Israeliska bosättare                                | 1                | Sa'il Mustafa Ahmad Jabarah | [ 4 ]                |
| Barn skjutet avlider till följd av 15 skott från israelisk elgivning                                                                                               | 4 oktober 2004             | Gazaremsan                                               | Israeliska ockupationsstyrkor                       | 1                | Iyman Hams | [ 23 ]               |
| Tonåring skjuten till döds | 8 juli 2005                | Beit Liqya, Ramallah och al-Bira-distriktet              | Murvakt                                             | 1                | Mahyoub Ahmad Nemer 'Asi | [ 4 ]                |
| Shefa-'Amr massakern | 4 augusti 2005             | Shefa-'Amr                                               | Eden Natan-Zada, AWOL Israeliska ockupationsstyrkor | 4                | Michel Bahous, Nadir Hayak, Hazar Turki, Dina Turki | [ 24 ] [ 25 ]        |
| Arbetare skjutna till döds under bosättarefest | 18 augusti 2005            | Shilo, bosättning på Västbanken                          | Asher Weissgan, Israeliska bosättare                | 4                | Khalil Muhammad Ra'uf Saleh Wleiwel, Ahmad 'Ali Hassan Mansur, Bassam Mussa Ahmad 'Odeh Tawafshah, Osama Mussa Ahmad 'Odeh Tawafshah | [ 26 ] [ 27 ]        |
| Civila dödade i missilattack | 13 juni 2006               | Gazaremsan                                               | Israeliska flygvapnet                               | 10               | (ålder inom parentes) Ibrahim Ibrahim a-Da'alseh Muhammad (38), Muhammad Hussein Faraj al-Wadiyah (24), 'Adnan Da'ud Hassan Taleb (46), Mussa Muhammad Mussa Nasrallah (21), 'Ali 'Ali Hussein al-'Umari (32), Husam Isma'il 'Abd a-Rahman Hamad (37), Ashraf Faruk 'Ali al-Mughrabi (39), Hisham Rajab Muhammad al-Mughrabi (14), Shauqi 'Ali 'Omar a-Seikali (41), Maher Ashraf Faruk al-Mughrabi (7) | [ 17 ] [ 28 ]        |
| Artilleriattack dödar släkt om 18 palestinier | 8 november 2006            | Beit Hanoun                                              | Israeliska ockupationsstyrkor                       | 18               | (ålder inom parentes) Manal Muhammad Muhammad al-'Athamneh (29), Sabah Mahmoud Hassan al-'Athamneh (44), Ayman Mahmoud Mustafa Abu Suliman (32), Sa'ad Majdi Sa'ed al-'Athamneh (9), Mahdi Sa'ed 'Abdallah al-'Athamneh (16), Sana' Ahmad 'Abdallah al-'Athamneh (33), 'Arafat Sa'ed 'Abdallah al-'Athamneh (19), Na'ama Ahmad Muhammad al-'Athamneh (Abu Rukbeh) (57), Ma'sud 'Abdallah Muhammad al-'Athamneh (55), majsa' Ramez Ma'sud al-'Athamneh (<1), Muhammad Ramadan Hussein al-'Athamneh (29), Saqer Muhammad Ibrahim 'Adwan (45), Samir Ma'sud 'Abdallah al-'Athamneh (26), Maram Ramez Ma'sud al-'Athamneh (3), Fatma Ma'sud 'Abdallah al-'Athamneh (16), Mahmoud Amjad Sa'ed al-'Athamneh (10), Nihad Muhammad 'Abdallah al-'Athamneh (32), Fatma Ahmad Saleh al-'Athamneh (84) | [ 17 ] [ 29 ]        |